# Syvende Thuleekspedition
|  | Denne artikel er oprettet af botten Steenthbot ud fra en ekstern database. Den kan derfor have sproglige fejl eller mangler. Denne skabelon kan fjernes efter kontrol af indholdet. |

Syvende Thuleekspedition er en dansk dokumentarisk optagelse fra 1933.

## Handling
Den 7. Thuleekspedition finder sted 1932-33 og går langs kysten i det sydlige Østgrønland. Ekspeditionsdeltagerne mødes i Angmagssalik. Hovedopgaven er kortlægning med brug af luftfotografering under ledelse af kaptajn C.C.A. Gabel-Jørgensen (1895-1966). Et hold af geodæter sejler ud. En grønlandsk mand og hans kajak tages om bord. Holdet går i land og klatrer op i fjeldet for at foretage målinger. Det lille propelfly letter fra bugten. Der fotograferes fra 4000 meters højde. Unge mænd fanger laks i net til middagen. Optagelser af isbjerge. Området ved Scoresbysund er rigt på isbjørne og moskusokser. Som en særlig hyldest til de grønlandske ekspeditionsdeltagere optræder danskerne i kajakker med synkrone vendinger og andre kunstner.
Om ekspeditionen: den talte 62 deltagere, heraf 25 grønlændere, medbragte syv store og små motorbåde, ekspeditionsskibet "Th. Stauning" og en flyvemaskine. Formålet var at foretage geodætiske, geologiske og arkæologiske undersøgelser fra Umivik til Kap Farvel. Ekspeditionen var delt i grupper med hver sin opgave og uafhængige leder.